# Пістинські сланці
Пі́стинські сла́нці — геологічна пам'ятка природи місцевого значення в Україні. Об'єкт розташований на території Косівського району Івано-Франківської області, село Пістинь. 
Площа — 0,5 га, статус отриманий у 1996 році. 